# Angelo Luciano Tondelli
Angelo Luciano Tondelli (Collagna, 24 aprile 1924 – Ciano d'Enza, 19 novembre 1944) è stato un partigiano italiano.

## Biografia
Per sottrarsi alla chiamata alle armi della Repubblica Sociale Italiana, l'8 giugno 1944 Tondelli aveva lasciato la sua casa di Collagna per raggiungere le formazioni partigiane. Inquadrato nella 144ª Brigata Garibaldi con il nome di battaglia di "Baracca", si era presto distinto per il suo coraggio, tanto da essere nominato comandante di squadra. Tondelli fu catturato dai tedeschi durante un massiccio rastrellamento a Legoreccio culminato con l'eccidio di 18 partigiani. Fu fucilato sulla piazza di Ciano d'Enza dopo essere stato torturato.
La massima ricompensa al valore militare alla memoria è stata concessa ad Angelo Tondelli nel 1990, con decreto del Presidente della Repubblica Francesco Cossiga, in sostituzione della medaglia d'argento al valor militare "alla  memoria" già conferita nel 1957.